# Pringu
Pringu is een bestuurslaag in het regentschap Malang van de provincie Oost-Java, Indonesië. Pringu telt 4190 inwoners (volkstelling 2010).